# ザ・コーツ
THE COATS（ザ・コーツ）は、日本のロック・バンド。1984年8月の新宿JAMでの2daysの後に解散。1991年8月に一度再結成された。

## メンバー
- 甲本ヒロト（こうもと ひろと） - ボーカル
当時は本名の甲本浩人名義で活動していた。
- 亀山哲彦（かめやま てつひこ） - ベース（元 THE LONDON TIMES、キャプテンズ・マーマレード）
通称キャプテン・ティンカーベル。
現在は元THE BLUE HEARTSベーシスト河口純之助、山背弘と共にTHE TIME TRAVELERSのベーシストとして活動中。
- 山川のりを （やまかわ のりを） - ギター（元DEEP & BITES、忌野清志郎 & 2・3'S、ノリオ&アイスクリームマン。現ギターパンダ）
THE BLUE HEARTS結成初期（1985年6月-8月17日）には助っ人でベースを担当した。1991年には、真島昌利のソロツアーに参加している。
- 田中秀明 （たなか ひであき） - 初代ドラム。ラウンドアバウト時代からのメンバー。
- 大野貴保 （おおの きほ） - 2代目ドラム

## 概要
THE BLUE HEARTS結成以前に、甲本ヒロトが結成していたモッズ・バンドである。THE BLUE HEARTSの楽曲である「NO NO NO」、「人にやさしく」（当時は、「がんばれのうた」）、「少年の詩」、「ロマンチック」などはこの頃から演奏されていた。また、ビートルズ、ザ・フー、ローリング・ストーンズ、キンクス、オーティス・レディング、セックス・ピストルズなどの楽曲もコピーしていた。前身バンドはラウンドアバウト。
バンド名は、甲本が候補として「ザ・タイツ」か、「ザ・コーツ」にしようと提案したところ、亀山の「タイツは嫌だから」という理由で「ザ・コーツ」となった。МCは「立ってみても座ってみても面白いコーツです」と言うのが定番。
なお、甲本はタイムボカンシリーズと、シリーズで音楽を担当していた山本正之の熱烈なファンであり、『逆転イッパツマン』放送時にアフレコ現場に見学に行った。山本は甲本らの音楽性を評価し意気投合すると、バンドを解散後、亀山は山本に弟子入りしバックバンドの演奏を務め、甲本は山本のアルバムにコーラスで参加するようになった。また、山本のアルバム『COLORS』収録の「a boy with buddy」の歌詞の一部は山川を歌ったものである。

## 主な楽曲
- NONONO（作詞・作曲：甲本ヒロト）
- 少年の詩（作詞・作曲：甲本ヒロト）
- ロマンチック（作詞・作曲：甲本ヒロト）
- 人にやさしく（作詞・作曲：甲本ヒロト）
  - コーツの最後の曲。「人にやさしく」の初期のタイトルは「がんばれのうた」。初披露時はタイトルがついておらず、さらには後半部分の歌詞がまだできておらず、「ラララー」で押し通して歌った。
- Oh destination（作詞・作曲：甲本ヒロト、亀山哲彦）
  - 山本正之のアルバム『アノ世ノ果テ』の「過ぎし日のロックンロール」において「曲中曲」の形で収録されている。またTOKYO STRAIGHT BANDに「OH!DESTINATION」というタイトルでカバーされ、アルバム『ALL OR NOTHING』に収録されている。
- アヲハタオレンジマーマレード（作詞・作曲：亀山哲彦）
  - 当時、企業を題材にした歌を作るのが流行っており、当時活躍していたバンドのTHE LONDON TIMESも似たような曲をやっており、ザ・コーツのメンバーだった亀山が演奏することもあった。
- 涙のサタデーナイト
- KISS
  - 歌詞中の「ホミー」（「フォーミー」ではないと後に亀山が語っている）とは沖縄の方で女性器のことを指す。
- わからない
  - TVアニメ「らんぽう」のエンディングテーマの作詞・作曲のオファーが、当時ザ・コーツだった甲本に来た（後に本人がそう語っている）「わからない」はその時に作られたのだが、デモテープの段階で却下されている。
- 思うままに（作詞・作曲：亀山哲彦）
  - ラウンドアバウトからの継承曲
- Please
  - オリジナル曲
- さてどうする
- Don't Ever Change
- You've Really Got A Hold On Me (スモーキー・ロビンソンのカバー)
- Belsen Was A Gas (セックス・ピストルズのカバー)
- My Way (フランク・シナトラのカバー )
- All My Loving (ビートルズのカバー)
- STANDARDS
- Suzie Que
- ソウルマン
- My generation
- Stop your sobbing (キンクスのカバー)
- マッハバロン主題歌のカバー
- 二人のテーマ
- 1,2,3,4の歌

他
なお、山本のアルバム『才能の宝庫』収録の「セッション」の演奏を担当したのは、録音された1990年当時既に解散していたザ・コーツのメンバーである（甲本はブルースハープ及びコーラスを担当）。また、演奏を先に録音する過程で甲本がボーカルを担当したテストバージョンも存在しており、『蔵出・山本正之作品大全集』に収録されている。